# 앤드리아 마틴
앤드리아 마틴(Andrea Martin, 1947년 1월 15일 ~ )은 미국의 배우, 희극인이다.

## 출연 작품
- 다이앤 (2018)
- 리틀 이태리 (2018)
- 그레이트 뉴스 (2017)
- 헤어스프레이 라이브! (2016)
- 나의 그리스식 웨딩 2 (2016)
- 쓰리 인치 (2011)
- 브레이킹 업워즈 (2009)
- 바비 에즈 더 아일랜드 프린세스 (2007)
- 블랙 크리스마스 (2006)
- 브라더 베어 2 (2006)
- The TV Set (2006)
- 구운 벌레 먹는 법 (2006)
- 프로듀서스 (2005)
- 뉴욕 미니트 (2004)
- 나의 그리스식 웨딩 (2002)
- 올 오버 더 가이 (2001)
- 개구리 왕자 (2001)
- 방학 대소동 - 여름방학 구출작전 (2001)
- 좋든 싫든: 헤드윅 이야기 (2001)
- 헤드윅 (2001)
- 빌리브 (2000)
- 아메리칸 촌놈 (2000)
- 바톡 (1999)
- 야러그래츠 (1998)
- 왝 더 독 (1997)
- 아나스타샤 (1997)
- 보거스 (1996)
- 해리슨 버거론 (1995)
- 집시(영어판) (1993)
- 프로스티 리턴즈 (1992)
- 보리수와 나타샤 (1992)
- 테드 & 비너스 (1991)
- 신부님 참으세요 (1991)
- 정열의 스텝 (1991)
- 사랑의 크리스마스 (1991)
- 루드 어웨이커닝 (1989)
- 3인의 약혼녀 (1989)
- 지상의 낙원 (1986)
- SCTV 네트워크 90 (1981)
- 나일강의 기적 (1980)
- 블랙 크리스마스 (1974)
- 폭시 레이디 (1971)

### 텔레비전
- 러그래츠 (1992-2002)
- 천재소년 지미 뉴트론 (2002-06)